# تمدن‌های آند

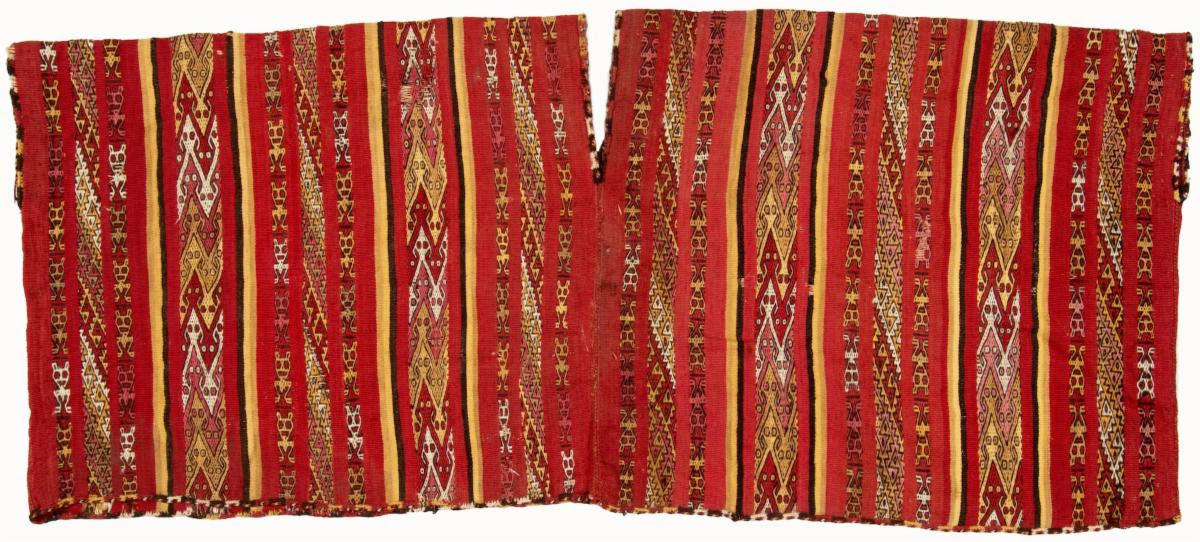

تمدن‌های آند (به انگلیسی: Andean civilizations) یکی از تمدنهای بومی‌های آمریکای جنوبی است، که عمدتاً در دره‌ها و سواحل پرو توسعه یافته‌اند. باستان‌شناسان معتقدند که تمدن آند نورته چیکو از قدیمی‌ترین تمدن‌های قاره آمریکا که قدمت آن به ۳۲۰۰ سال قبل از میلاد بازمی‌گردد، شناخته شده‌است که در دشت ساحلی باریک اقیانوس آرام ایجاد شدند. کوه‌های آند از جنوب کلمبیا به سمت جنوب از پایین آند به شیلی و شمال غربی آرژانتین کشیده شدند.
با وجود چالش‌های سخت محیطی، که برای تمدن آند وجود داشت، آن‌ها محصولات متنوعی را پرورش می‌دادند که برخی از آن‌ها از اهمیت جهانی برخوردار شدند. تمدن آند از نظر معماری، پارچه‌بافی و بسیاری از ویژگی‌های دیگر جوامعی منحصر به فردی را ایجاد کردند.
کمتر از یک قرن قبل از ورود امپراتوری اسپانیا ،امپراتوری اینکا از وطن خود با مرکزیت شهر کوسکو، اکثر قبایل آند را به یک امپراتوری واحد تبدیل کردند که تمام آنچه تمدن آند خوانده می‌شود را در بر می‌گیرد. تیموتو کوئیکا که در ونزوئلا قرار داشت، در خارج از مدار امپراتوری اینکاها باقی ماند. امپراتوری اینکا از زبان‌ها، فرهنگ‌ها و مردمان مختلفی شکل گرفته بود.
حکومت اسپانیا بسیاری از عناصر تمدن آند را به پایان رساند یا آنها را دگرگون کرد و خصوصاً بر مذهب و معماری آن‌ها تأثیر گذار بود.

## منحصربه‌فرد بودن

تمدن آند یکی از پنج تمدن در جهان است که از نظر دانشمندان «بکر» قلمداد می‌شود و سرزمینی بومی است و در تمدن‌های دیگر ریشه ندارد. بومی‌های آمریکای جنوبی به دلیل جدا بودن از تمدن‌های دیگر، مجبور بودند از روش‌های منحصربه‌فرد خود برای چالش‌های زیست‌محیطی و اجتماعی استفاده کنند.
تمدن آند فاقد چندین ویژگی بود که آن را از تمدن‌های بکر در بر قدیم و همچنین فرهنگ‌های آمریکای میانه متمایز می‌کرد. اولین و شاید مهم‌ترین آنها این بود که تمدن‌های آند زبان نوشتاری نداشتند. در عوض، جوامع آنها از کیپو، دستگاهی از رشته‌های گره‌خورده و رنگی، برای انتقال اطلاعات استفاده می‌کردند. تعداد کمی از کیپوها باقی مانده و هرگز به‌طور کامل رمزگشایی نشده‌است. دانشمندان در مورد اینکه آیا طناب‌های گره‌خوردهٔ کیپو فقط قادر به ثبت داده‌های عددی هستند یا می‌توانند برای نوشتن حروف نیز استفاده شوند، اختلاف نظر دارند.
استفاده از کیپو حداقل به امپراتوری واری در سال ۶۰۰–۱۰۰۰ قبل از میلاد و احتمالاً به تمدن‌های تمدن نورته چیکو در هزاره سوم قبل از میلاد بازمی‌گردد.
تمدن‌های آند فاقد وسایل نقلیه چرخ‌دار و حیوانات مناسب سوارکاری بودند. در خشکی فقط با پای پیاده سفر می‌کردند و حمل‌ونقل کالا فقط توسط انسان یا لاما انجام می‌شد، که می‌توانستند تا یک‌چهارم وزن خود، حداکثر ۴۵ کیلوگرم بار حمل کنند.
لاماها آن‌قدر بزرگ و قوی نبودند که بتوانند برای شخم‌ زدن به جای گاوآهن یا حیوانات کار استفاده شوند.
علاوه بر این، تمدن‌های آند با چالش‌های سخت زیست‌محیطی روبرو بودند. تمدن‌های اولیه در مناطق بیش از حد خشک ساکن بودند و کشاورزی فقط با آبیاری در دره‌ها که محل عبور رودخانه‌ها بود امکان‌پذیر بود. به‌علاوه در چند واحه به نام لوماس در آند، با استفاده از خاک و آب و هوای سرد بارش کم یا فصلی کمبود زمین مسطح کشاورزی را محدود می‌کرد. محل زندگی برخی تمدن‌های آند در ارتفاعات بالاتر از ۳٬۰۰۰ متر (۹٬۸۰۰ فوت) بود که کاهش شدید دمای هوا در این ارتفاعات در هر ماهی از سال محتمل بود.
تمدن‌های آند فاقد پول بودند. آن‌ها از تبر مسی و صدف‌های چروک خاردار به‌عنوان واسطهٔ مبادله در برخی مناطق، به‌ویژه اکوادور، استفاده می‌کردند. این خصوصیات به‌ویژه در دوران امپراتوری اینکاها دیده می‌شد، اما ریشهٔ آن به دوران بسیار قبل‌تر از آن بازمی‌گشت.

## کشاورزی
کشاورزی آند در حدود ۸۰۰۰ سال قبل میلاد ودر اکوادور و فرهنگ باستانی لاس‌وگاس آغاز شده باشد.
برخی از محققان می‌گویند که تمدن‌های اولیه در سواحل پرو در ابتدا بیش از کشاورزی در طول دوره شکل‌گیری جوامع خود به منابع دریایی متکی بودند. بااین‌حال، مانند همه تمدن‌ها تا اواخر قرن ۱۹، کشاورزی عمده‌ترین شغل مردم این منطقه بوده‌است. بیشترین سهم تمدن آند در دنیای مدرن گیاهانی محصولاتی است که توسط آندها پرورش می‌یافتند و غالباً مختص منطقه بودند. ذرت که از مکزیک به آند راه پیدا می‌کرد، اغلب مهم‌ترین محصول در ارتفاعات پایین و متوسط بود. آندی‌ها تخمین زده‌اند ۷۰ گیاه مختلف، تقریباً به همان اندازه که در کل اروپا و آسیا کشت شده بودند، را کشت کردند.بسیاری از این گیاهان دیگر کشت نمی‌شوند، یا محصولات جزئی هستند، اما گیاهان مهمی که در آند یا نزدیک آند کشت می‌شد، شامل سیب‌زمینی، کینوآ، گوجه‌فرنگی، فلفل تند، پنبه، کوکا، تنباکو، آناناس، بادام‌زمینی و انواع مختلفی از لوبیاو همچنین حیوانات اهلی آند، لاما و خوکچه هندی پرورش می‌دادند.
چالش‌های محیط‌زیست به دانش و فناوری پیشرفته کشاورزی نیاز داشت. برخلاف خاورمیانه، آند فاقد گیاهان دانه درشت و مناسب کشت مانند گندم و جو گیاه و حیوانات بزرگ مثل اسب و گاو بو. که به راحتی اهلی می‌شدند بود.کشاورزی به توسعه آبیاری در کوهستان، ارتفاع، آب‌وهوای سرد و زمین‌های شیب‌دار به طیف وسیعی از راه‌های آبیاری فنی مانند زمین شیب دار، بهره‌برداری از اقلیم‌های کوچک و پرورش انتخابی یا زادگیری گزینشی نیاز داشت. به دلیل عدم اطمینان آب‌وهوایی، کشاورزان به‌طور سنتی محصول را در زمین‌هایی که در ارتفاع و قرارداشتن را در معرض کشاورزی قرار می‌دادند. در سطح کلان، جوامع و کشورها همین کار را با زمین‌های شیبدار انجام دادند، و مجموعه ای از زمین‌ها را در ارتفاعات و مکان‌های مختلف ایجاد کردند تا احتمال موفقیت کشاورزی را افزایش دهند. 

## فرهنگ‌های باستان‌شناسی

### کارال

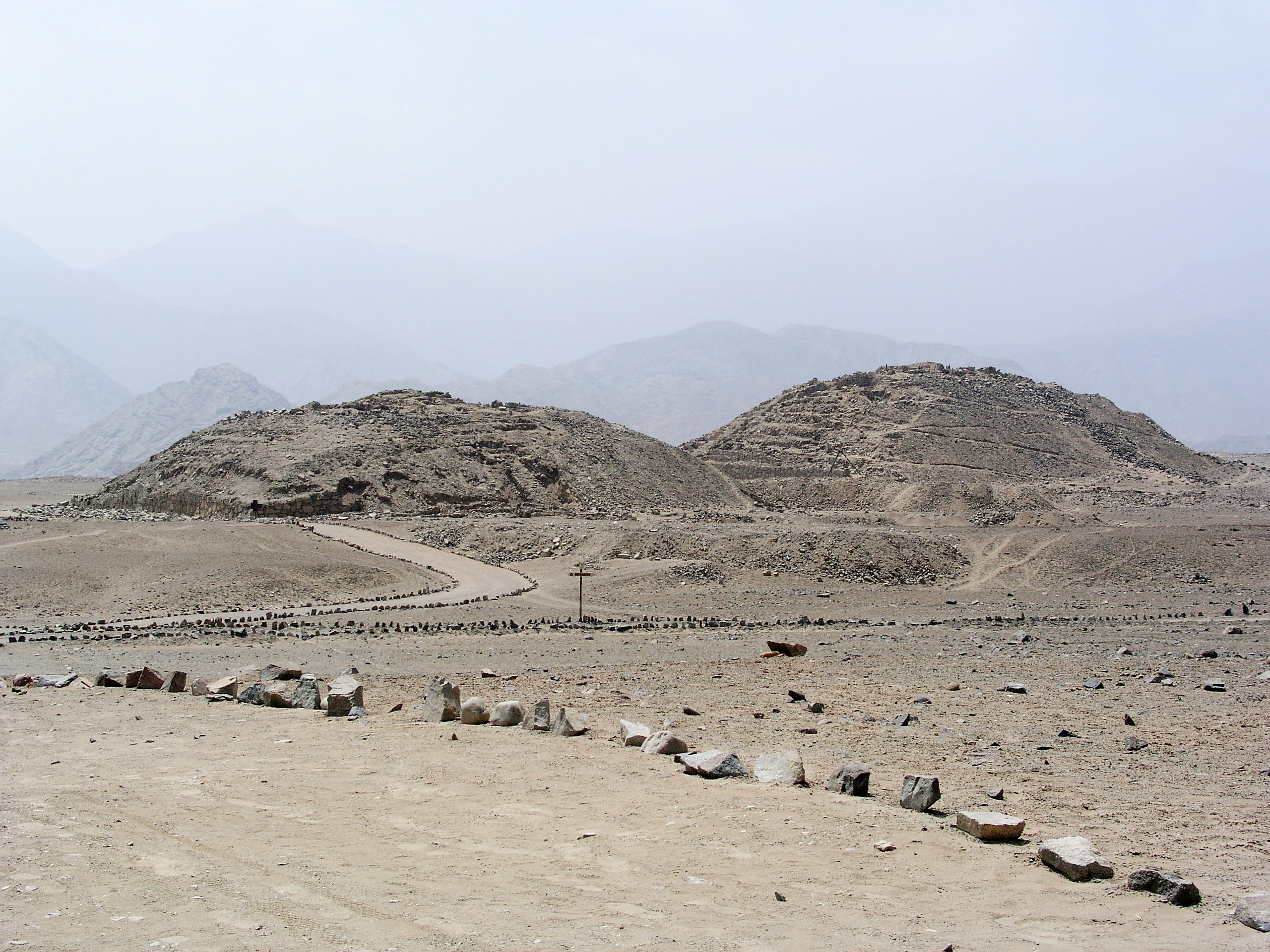

اهرام کارال در دره خشک سوپه، حدود ۲۰ کیلومتری ساحل اقیانوس آرام تمدن نورته چیکو، همچنین کارال می‌نامند. یک جامعه پیچیده از دوران پیشاکلمبی بود که شامل. مراکز عمده جمعیت در منطقه تمدن نورته چیکو در شمال پرو استقرار داشتند و این قدیمی‌ترین تمدن شناخته شده در قاره آمریکا و یکی گهواره تمدن است که به‌طور جداگانه از جهان باستان سرچشمه گرفته و بین قرن ۳۰ قبل از میلاد و قرن ۱۸ قبل از میلاد شکوفا شد. نام جایگزین، کارال - سوپه، از شهر مقدس کارل در دره سوپه، یک سایت بزرگ و کاملاً مطالعه شده در نورت چیکو گرفته شده‌است. جامعه پیچیده‌ای در هزاره بعد از سومر در بین‌النهرین ظهور کرد، که با اهرام مصر مقارن بود و تقریباً دو هزار سال قبل از مردمان آمریکای میانه ،اولمک بود.

### بالدیبیا
ساحل جنوبی در ۴۰۰۰ پ.م. تا ۱۵۰۰ پ. م تمدن بالدیبیا یکی از قدیمی‌ترین تمدن‌های مستقر در قاره آمریکا است. این فرهنگ از تمدن قبلی لاس‌وگاس تمدن باستانی لاس‌وگاس ظهور کرد و در شبه‌جزیره سانتا النا اکوادور در نزدیکی شهر امروزی والدیویا، اکوادور بین سال‌های ۳۵۰۰ قبل از میلاد و ۱۸۰۰ قبل از میلا به شکوفایی رسید.

### چاوین

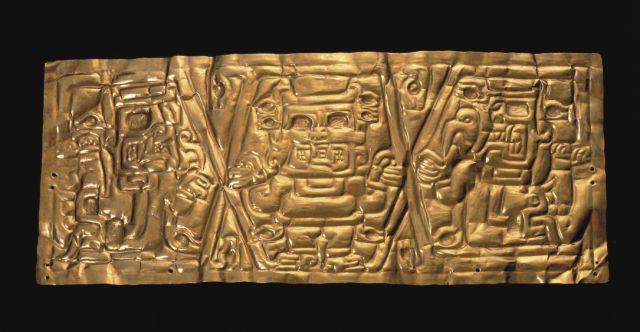

تصور می‌شود قدمت تمدن چاوین به حدود ۱۵۰۰ سال قبل از میلاد مسیح می‌رسد که این تمدن ظاهراً از ارتفاعات پرو آغاز شده و سپس گسترش‌یافته‌است. تمدن چاوین دارای سبک‌های هنری بسیار متمایزی بودند که یکی از هنرهایشان ساخت گلدان‌هایی با نقش برجسته گربه‌سانان بود. که برای مرکز آیینی تمدن چاوین از اهمیّت بسیاری برخوردار بود .چاوین هانتر معروف‌ترین سایت باستان‌شناسی دربارهٔ این تمدن است.

### نازکا

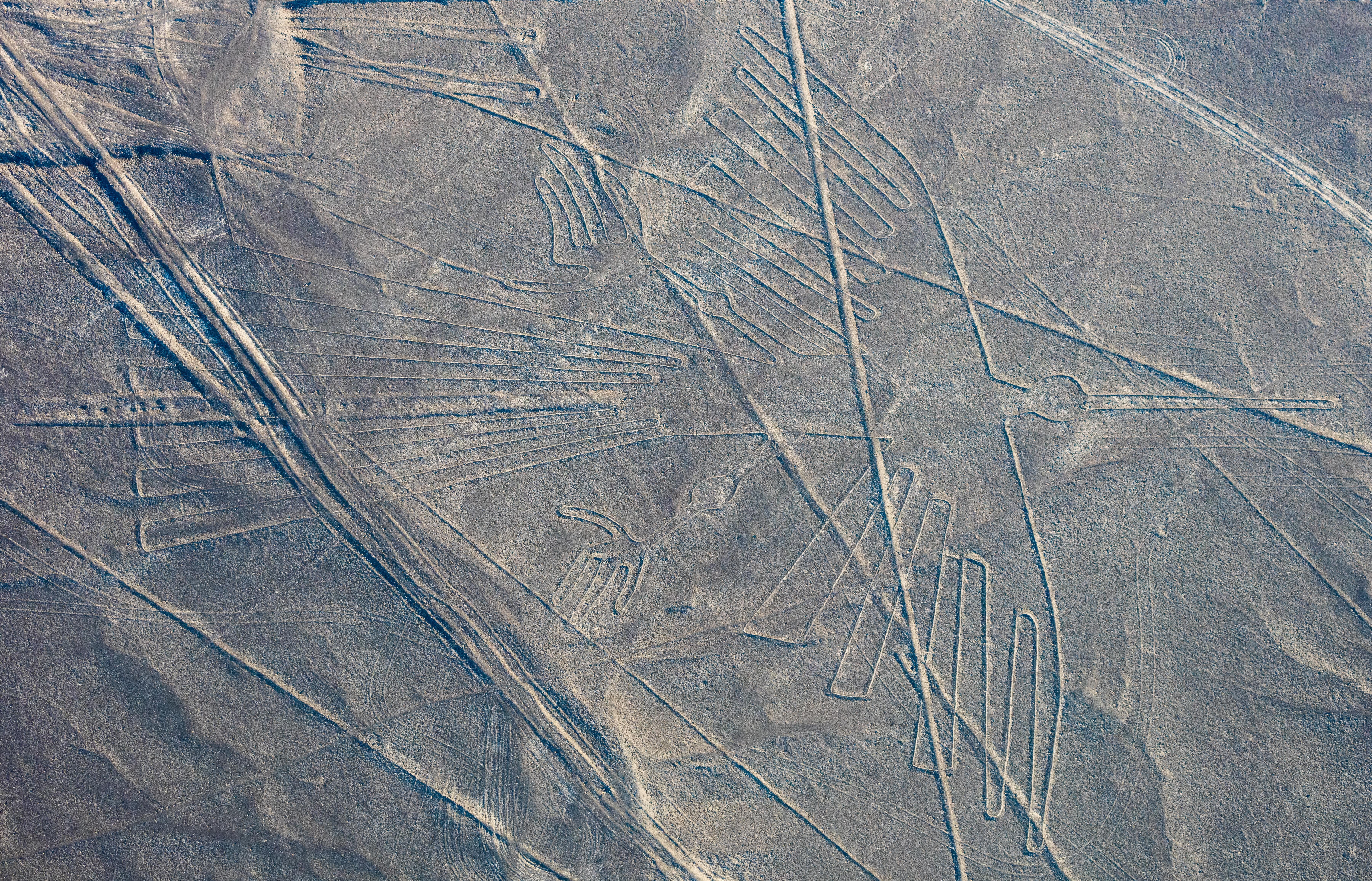

تمدن نازکا از ۱۰۰ تا ۸۰۰ سال قبل از میلاد مسیح درجنوب پرو در دره‌های رودخانه ریو گراند شکوفا شد. منسوجات نازکاها معروف بود، مجموعه‌ای از صنایع‌دستی زیبا مانند سرامیک، منسوجات و تپه نگارهمی‌باشد که به آن خطوط نازکا می‌گویند. آنها همچنین از قنات‌های زیرزمینی آباره استفاده می‌کردند که هنوز هم قابل استفاده است.

### موچه

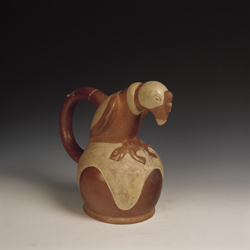

فرهنگ موچه به دلیل ظروف سفالی خود شهرت جهانی دارد، در تصویر یک رخ‌نگاره کرکس آند از حدود ۳۰۰ سال پیش از میلاد از تمدن موچه وجود دارد. به‌طور متناوب، در دوره توسعه منطقه‌ای از حدود ۱۰۰ م تا ۸۰۰ قبل از میلاد در شمال پرو شکوفا شدندو بسیاری از محققان ادعا می‌کنند که موچه از نظر سیاسی به‌عنوان یک امپراتوری یا یک کشور یکپارچه سازماندهی نشده‌است. در عوض، آنها احتمالاً گروهی از سیاست‌های خودمختار بودند همان‌طور که در معماری غنی شمایل نگاری و دیده می‌شود. آنها خصوصاً به‌خاطر سرامیک‌های رنگ‌آمیزی شده دقیق و هنر، کار باطلا روش‌های آبیاری موردتوجه قرار می‌گیرند. تاریخچه موچه را می‌توان به‌طورکلی به سه دوره تقسیم کرد: ظهور فرهنگ موچه در اوایل موچه۱۰۰ تا ۳۰۰قبل از میلاد، گسترش و شکوفایی آن در طول موچه میانه ۳۰۰تا۶۰۰ قبل از میلاد، و هسته شهری و فروپاشی بعدی در

### چاچاپویا

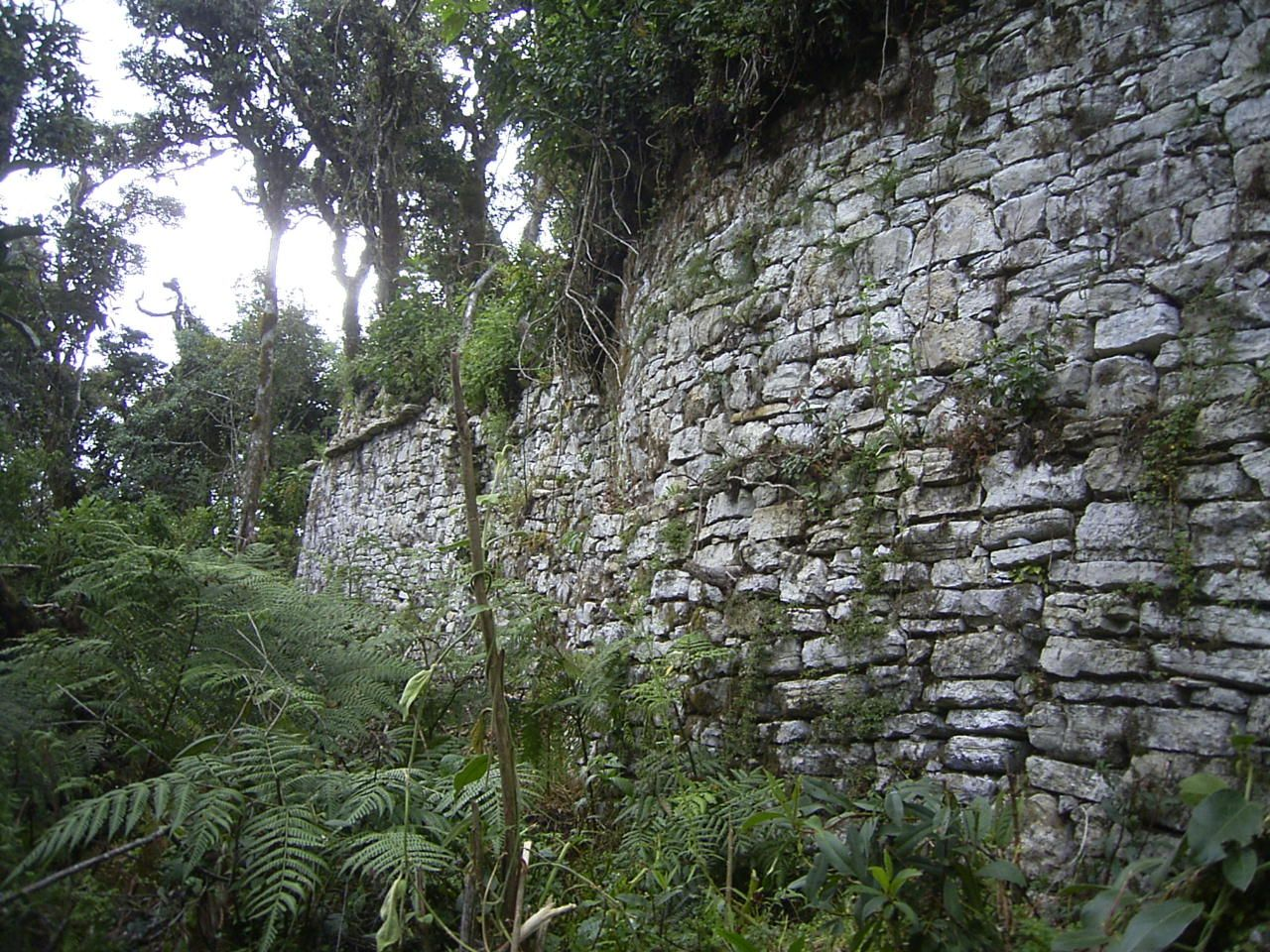

دیوارهای قلعه‌های باقی مانده در چاچاپویا، پرو یا «مردم ابر» یکی از تمدن‌های آند بود که در جنگل‌های منطقه آمازوناس در شمال پرو فعلی زندگی می‌کردند. اینکاها اندکی قبل از ورود اسپانیایی‌ها به پرو، چاچاپویا را فتح کردند. اولین شواهد اثبات شده از وجود آن‌ها از حدود ۷۰۰ سال قبل از میلاد برمی‌گردد، اگرچه این احتمال وجود دارد که آنها ابتدا شهرکی ساخته‌اند که در آنجا قدمت برخی از سرامیک‌ها به ۲۰۰ قبل از میلاد برمی‌گردد. بزرگ‌ترین سایت باستان‌شناسی چاچاپویا که تاکنون کشف شده‌است، کوئلاپ است که تعدادی مومیایی دفن شده نیز کشف شده‌است.

### واری

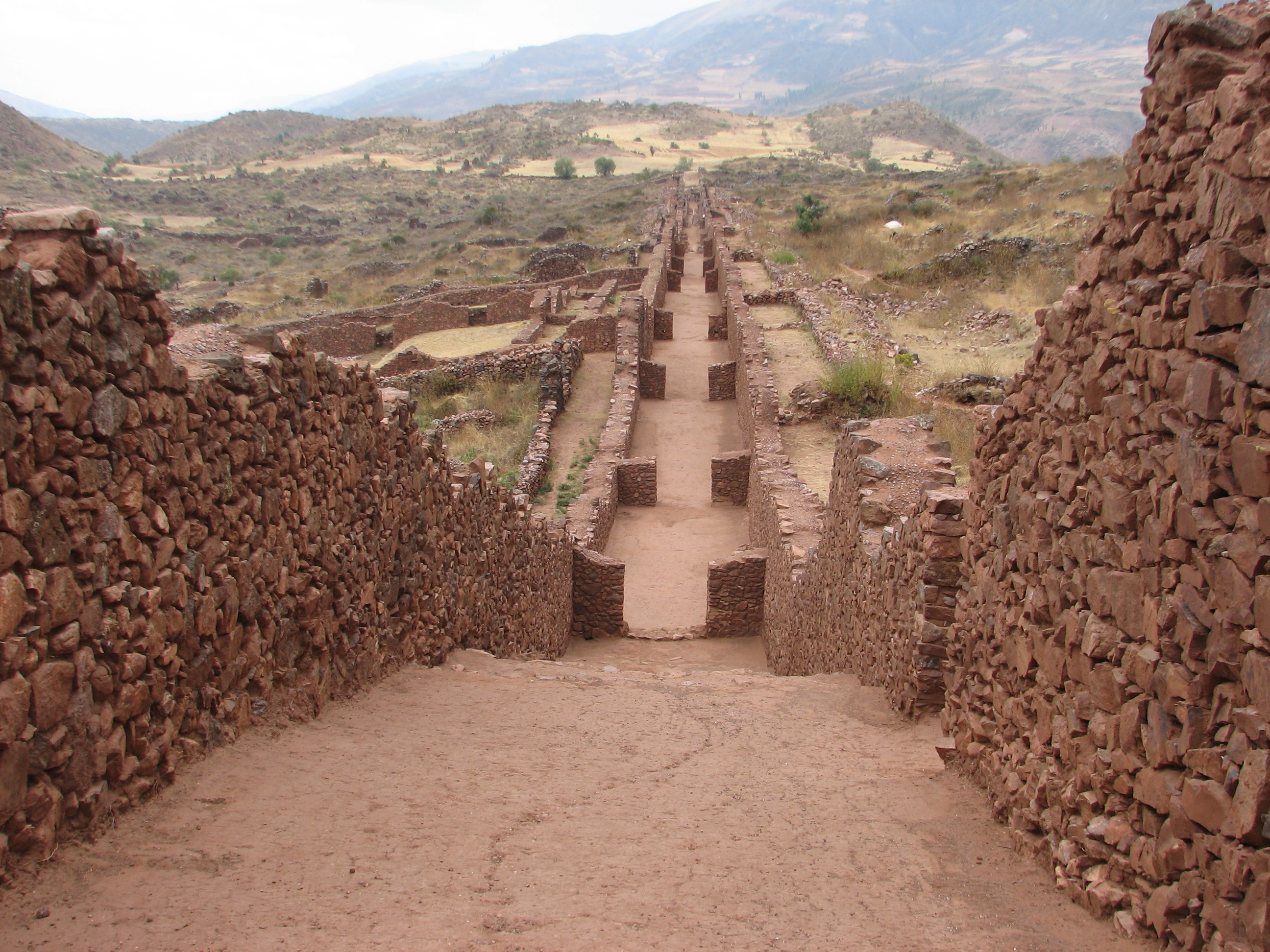

تمدن واری در جنوب کوه‌های آند و منطقه ساحلی پرو از حدود ۵۰۰ تا ۱۰۰۰ قبل از میلاد شکوفا شد فرهنگ واری را نباید با تمدنی که در ۱۱ کیلومتری شمال شرقی آیاکوچو واقع شده‌اس. اشتباه گرفت. این شهر مرکز تمدنی بود که بسیاری از مناطق مرتفع و سواحل پرو را در بر می‌گرفت. بقایای بهتر حفظ شده، ویرانه‌های شمالی واری است که اخیراً کشف شده‌است که در نزدیکی شهر چیکلایو و موکگوا است. همچنین خرابه‌های مشهور دیگری نیز در جنوب شرقی کوسکو در مسیر دریاچه تیتیکاکا قرار دارد.

### تیواناکو

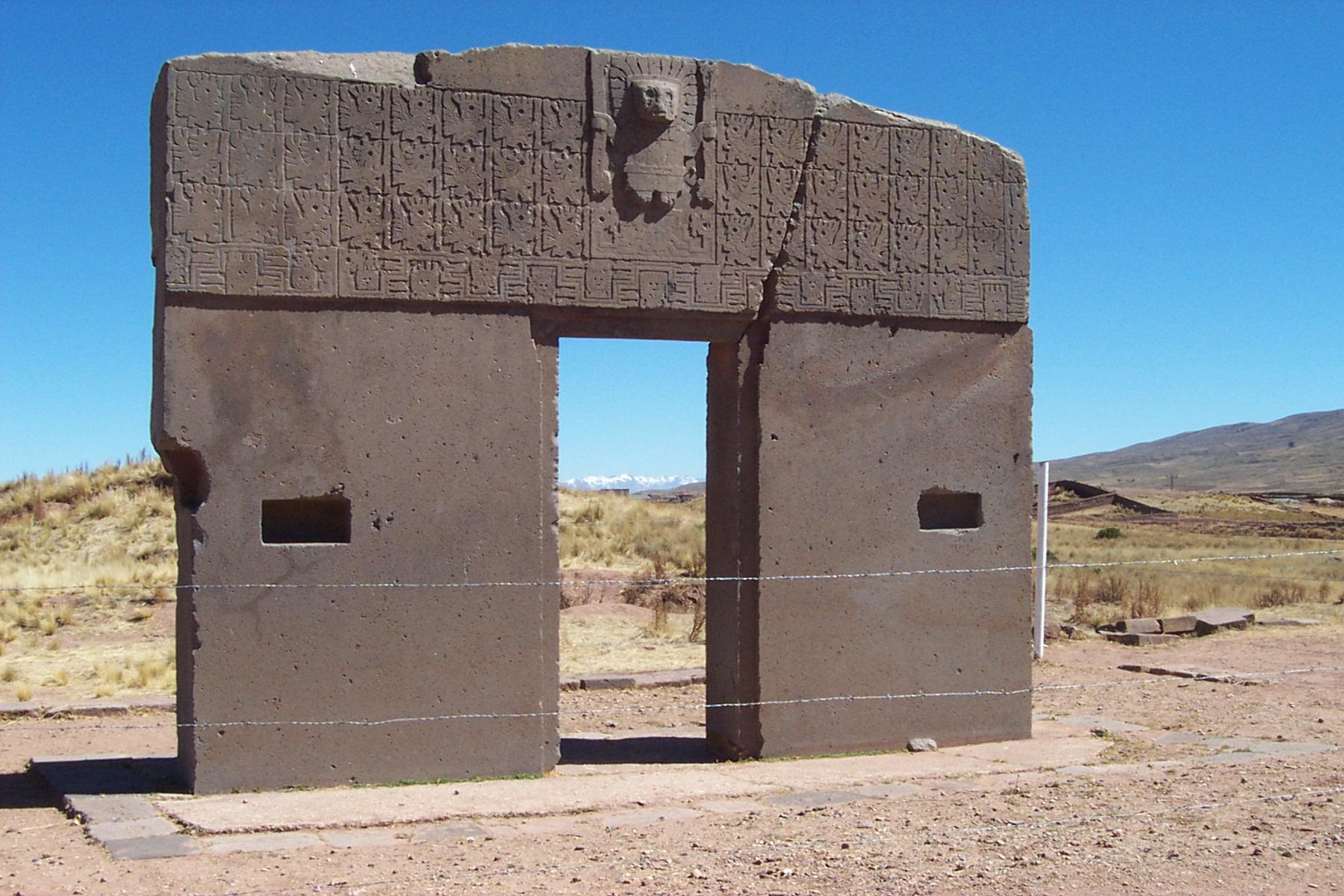

تیاهواناکو یا تیواناکو مربوط به دوره پیشا کلمبی است که در غرب بولیوی، آمریکای جنوبی است. دانشمندان آند، تیواناکو را به‌عنوان یکی از مهم‌ترین پیش‌گامان امپراتوری اینکا می‌شناسند و تقریباً به مدت ۵۰۰ سال به‌عنوان پایتخت آیینی و اداری یک قدرت بزرگ دولتی بود. خرابه‌های شهر باستانی نزدیک ساحل جنوب شرقی دریاچه تیتیکاکا در بخش لاپاز بولیوی، اینگاوی، شهری حدود ۷۲ کیلومتر ی غرب لاپاز بولیوی. قرار دارد این سایت برای اولین‌بار در تاریخ مکتوب توسط اسپانیایی‌ها و «اولین وقایع‌نگار هند» پدرو سیزا د لئون ثبت شد ه است لئون در سال ۱۵۴۹ هنگام جستجوی قوزقو، پایتخت اینکا، به بقایای تیواناکو برخورد کرد برخی این فرضیه را مطرح کرده‌اند که نام امروزی تیواناکو با اصطلاح زبان آیمارا به معنای «سنگ در مرکز» است، و کنایه این عقیده است که در مرکز جهان قرار دارد. بااین‌حال، ممکن است نامی که برای ساکنان آن شناخته شده بود، از بین رفته باشد، زیرا مردم هیچ زبان نوشتاری نداشتند.

## فرهنگ‌های تاریخی

### چیمو

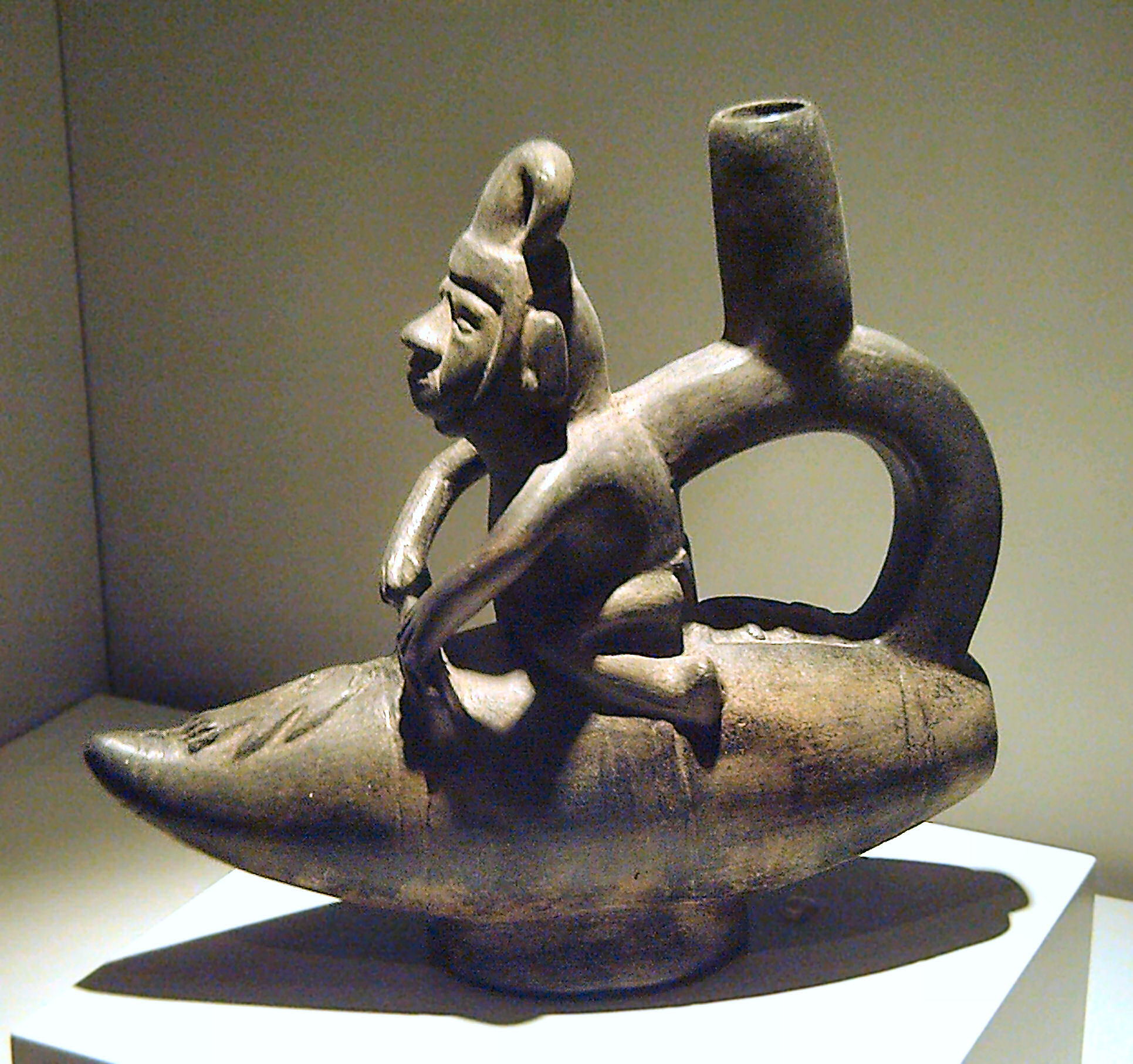

تمدن چیمو با مرکزیت شهر چان چان، که یک شهر بزرگ خشتی در دره تروخیو پرواز سال ۹۰۰ به وجود آمد. حاکم اینکاها، توپا اینکا یوپانکی لشکرکشی را رهبری کرد که در حدود سال ۱۴۷۰ چیمو را فتح کرد.
تاریخ‌نویسان اسپانیایی توانستند گزارش‌هایی از فرهنگ چیمو را از افرادی که قبل از تصرف اسپانیایی‌ها در آن جا زندگی کرده بودند، ثبت کنند. به همین ترتیب، شواهد باستان‌شناسی نشان می‌دهد که چیمو از بقایای فرهنگ موچه رشد کرده‌است. ظروف اولیه کشف شده شباهت زیادی به فرهنگ موچه داشتند و از سرامیک سیاه استفاده می‌کردند و کار آنها بافلزات گران‌بها بسیار دقیق بود.

### امپراتوری اینکا

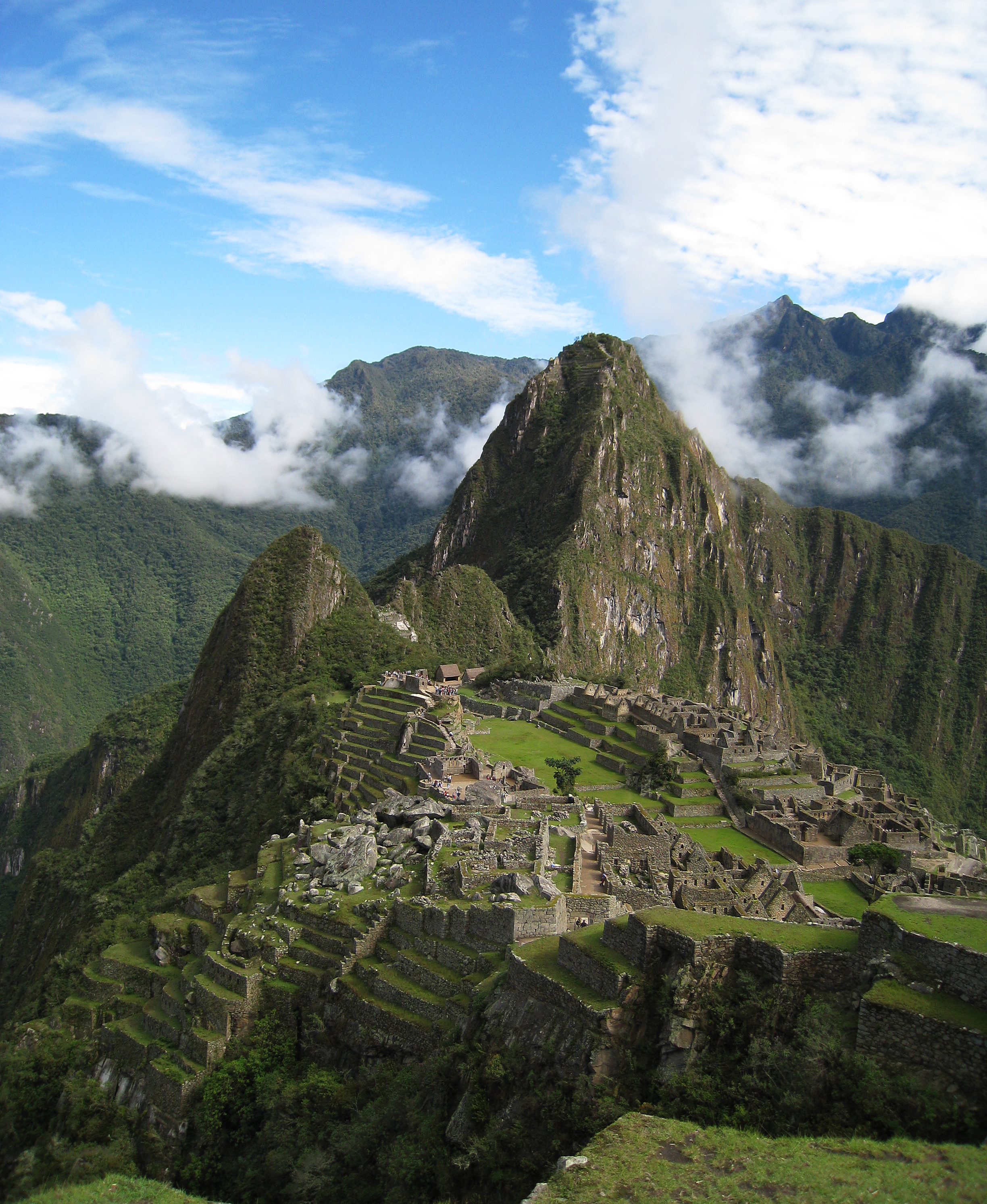

تمدن اینکا بزرگ‌ترین امپراتوری در آمریکای قبل از دوران پیشاکلمبی بود.که پایتخت و مرکز اداری، سیاسی و نظامی امپراتوری آن در شهر کوسکو واقع شده بود. تمدن اینکا در اوایل قرن ۱۳ از ارتفاعات پرو به وجود آمد و در سال ۱۵۷۲ توسط اسپانیایی‌ها فتح شد. از سال ۱۴۳۸ تا ۱۵۳۳ میلادی اینکاها از روش‌های مختلف مسالمت‌آمیز برای فتح استفاده می‌کردند. اینکا از بخش بزرگی از غرب آمریکای جنوبی، بخش مرکزی در کوه‌های آند از جمله پرو، جنوب غربی اکوادور، غرب و جنوب مرکزی بولیوی، شمال غربی آرژانتین و شمال شیلی تشکیل شده بود.

### مویسکا

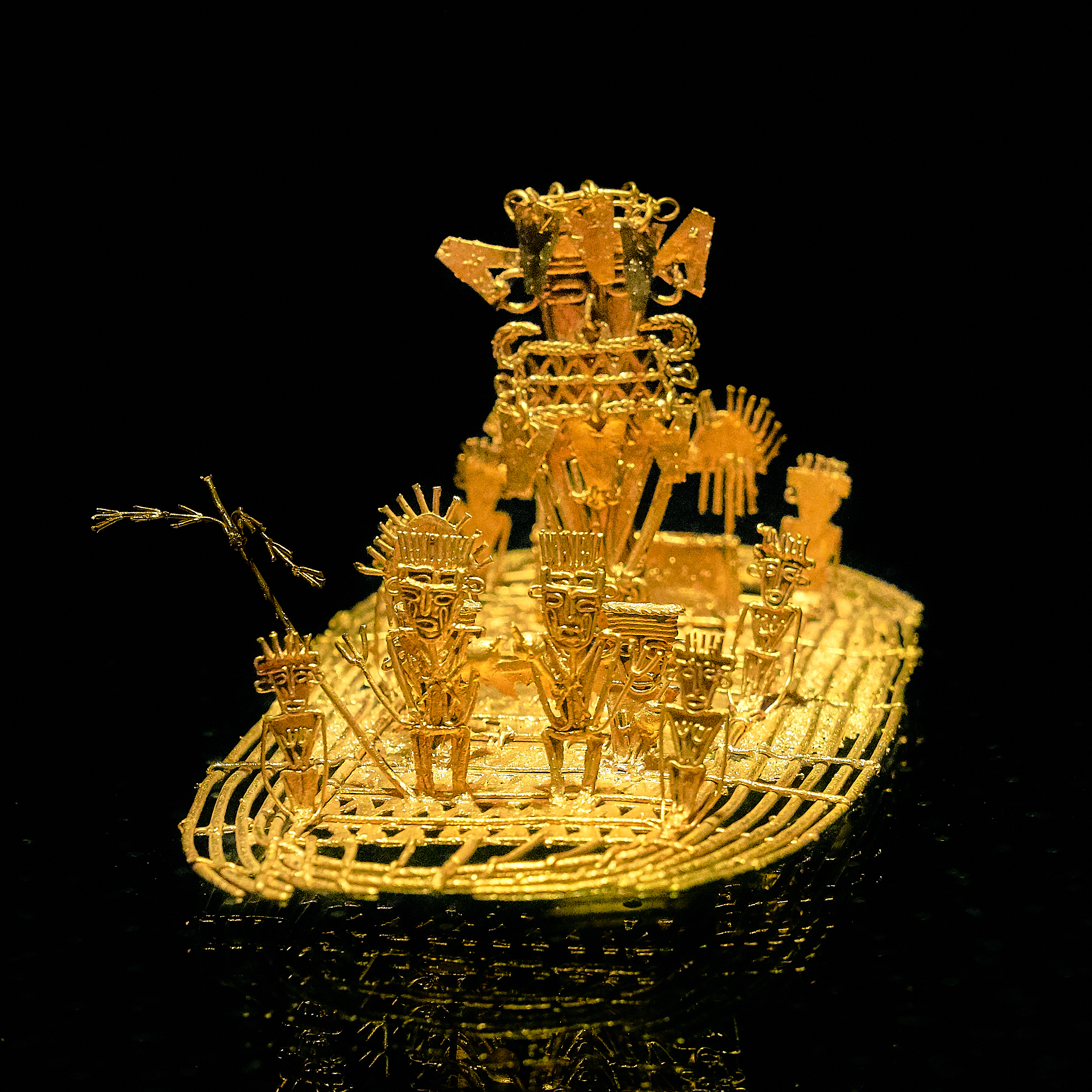

میوسیکاها به زبانی از خانواده چیبچا استفاده می‌کردند. میوسیکاها کنفدراسیون داشتند که زیپا بخش جنوبی تونخا امروزی و زاکوآ بخش شمالی بوگوتا را اداره می‌کردند واقتصاد آنها بر پایه کشاورزی معدن نمک بود گنسالو خیمنس در زمان فتح در سال ۱۵۳۷ میلادی با ساکنان بخش شمالی آمریکای جنوبی روبرو شد.

### تیموتو کوئیکا

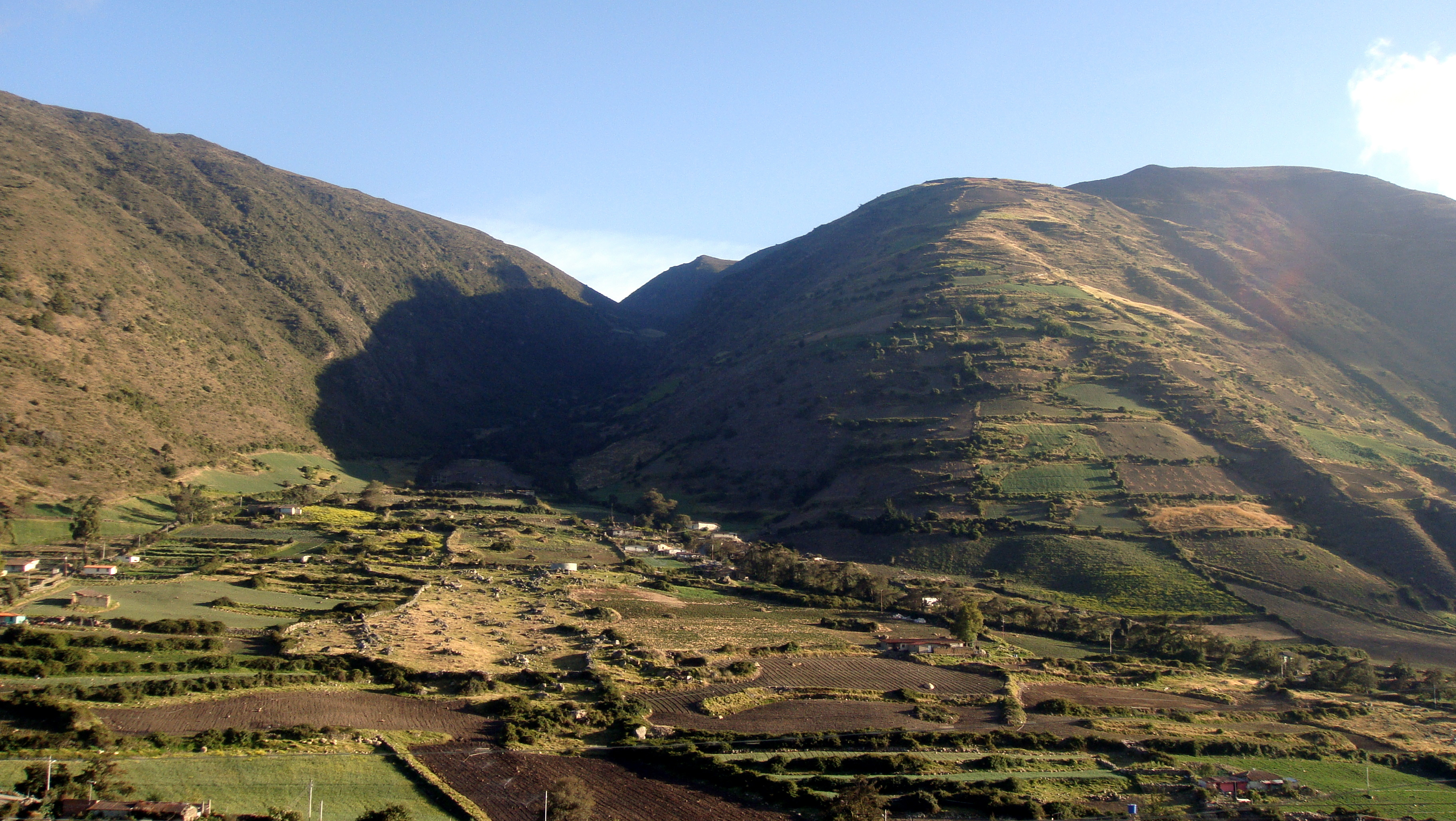

مردم تیموتو کوئیکا از دو قبیله، تیموتو و کوئیکا که در منطقه آند کوه‌های آند در غرب ونزوئلا، تشکیل شده بود.آنها از نزدیک با مردم مویسکا که ساکن کوه‌های آند بودند به زبان چیبچا صحبت می‌کردند، ارتباط داشتند. تیموتو کوئیکا نه‌تنها از قبایل تیموتو و کوئیکا، بلکه از ماکاکی، مهاجران، تابار و موکوچیس نیز تشکیل شده بودند. تیموتو کوئیکاها در. دهکده‌های دائمی که با زمین‌های کشاورزی شیب دار احاطه شده بود، قرار داشت. آنها همچنین آب را در مخازنی ذخیره می‌کردند. خانه‌های آن‌ها از سنگ و چوب با سقف کاهگلی ساخته شده بود. در بیشتر موارد، آنها صلح‌جو بودند و به کشت محصولات مشغول بودند. محصولات زراعی منطقه شامل سیب‌زمینی و بود. آن‌ها همچنین مجسمه‌های سرامیکی می‌ساختند که امروزه آثار کمی از آن‌ها باقی مانده‌است تیموتو کوئیکاها از الیاف گیاهی برای بافتن منسوجات و حصیرها برای خانه‌هایشان استفاده می‌کردند.

## نگارخانه

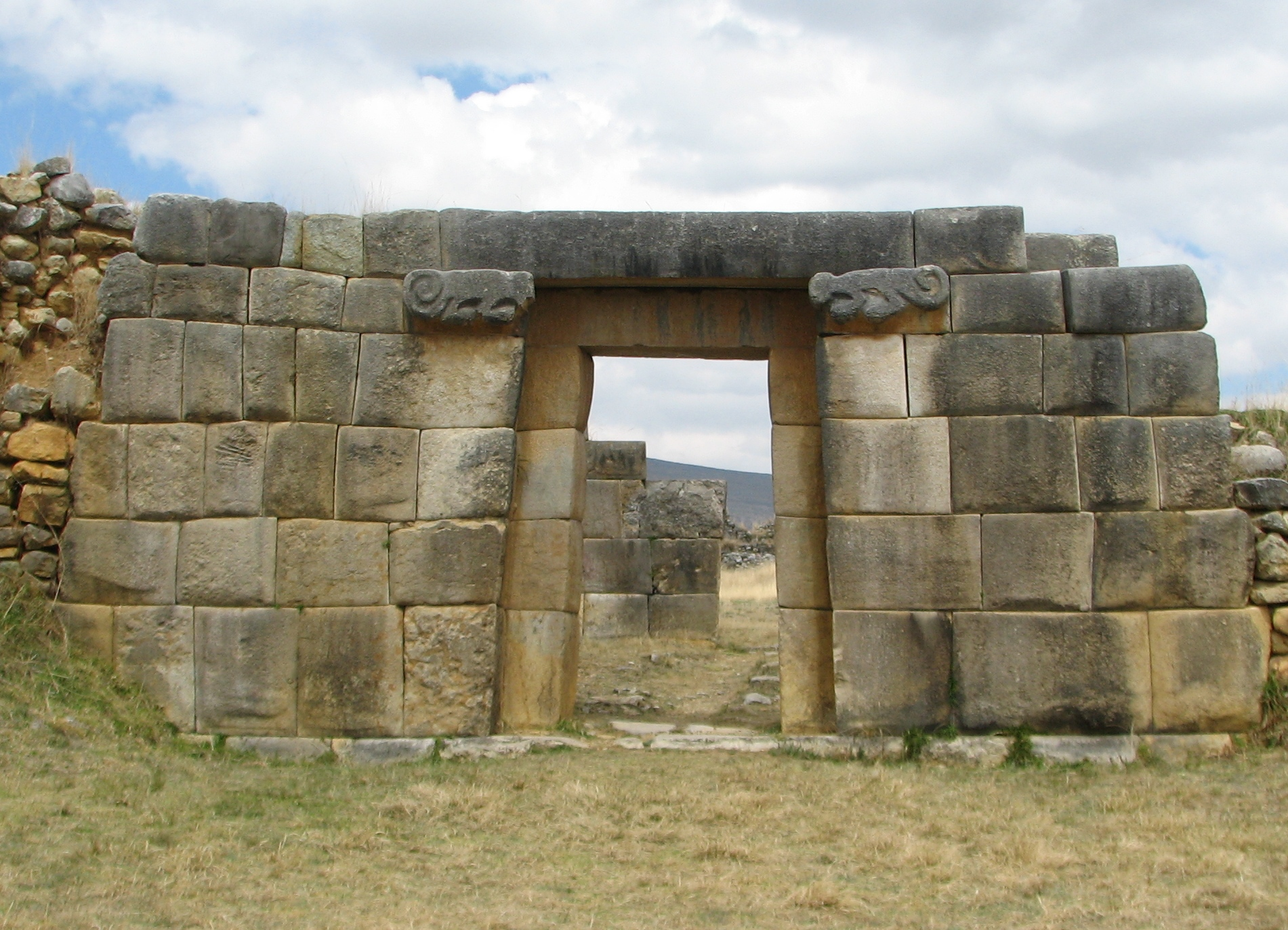
دیوار سنگی
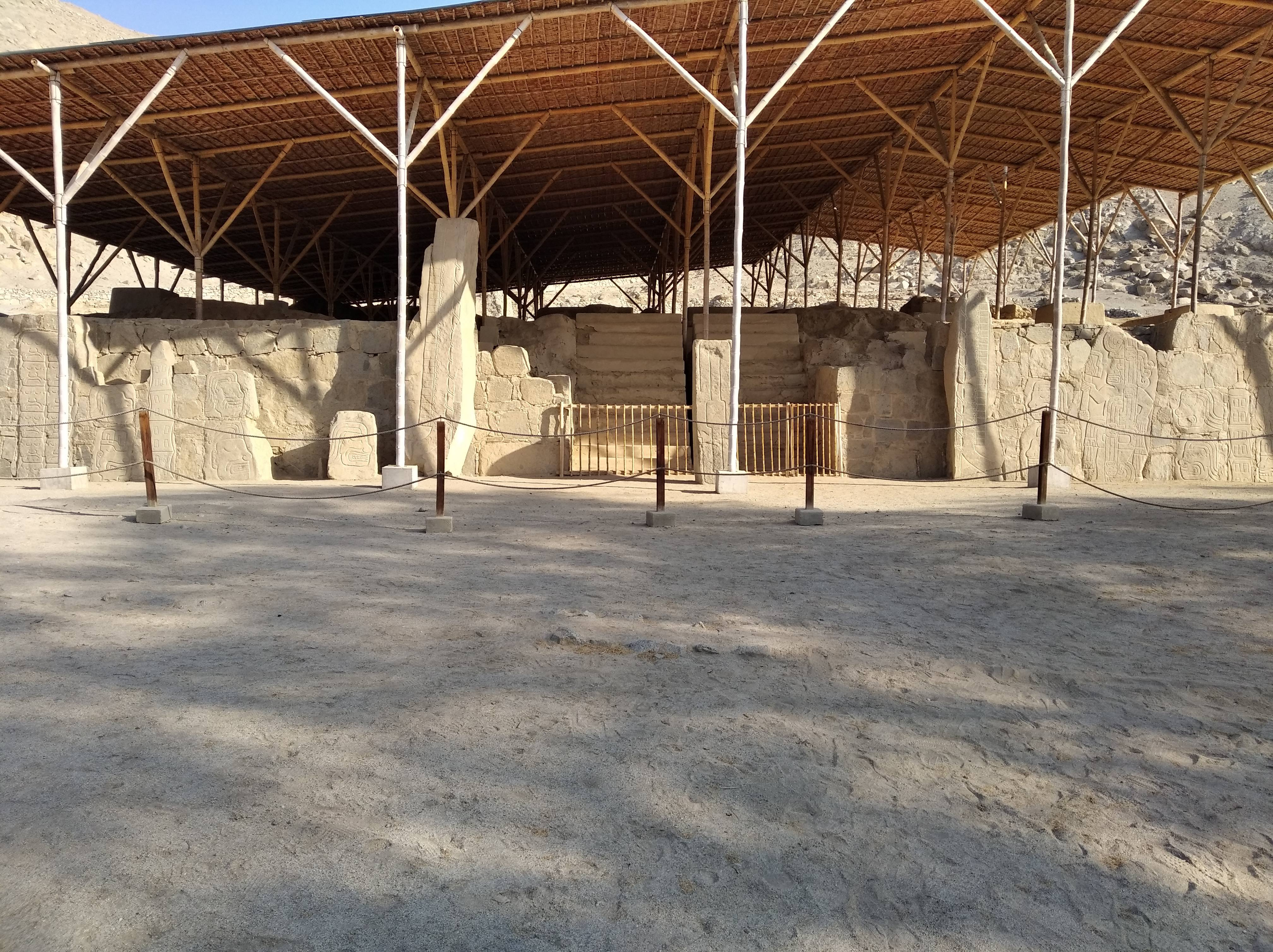
نمای معبد اصلی Cerro Sechín
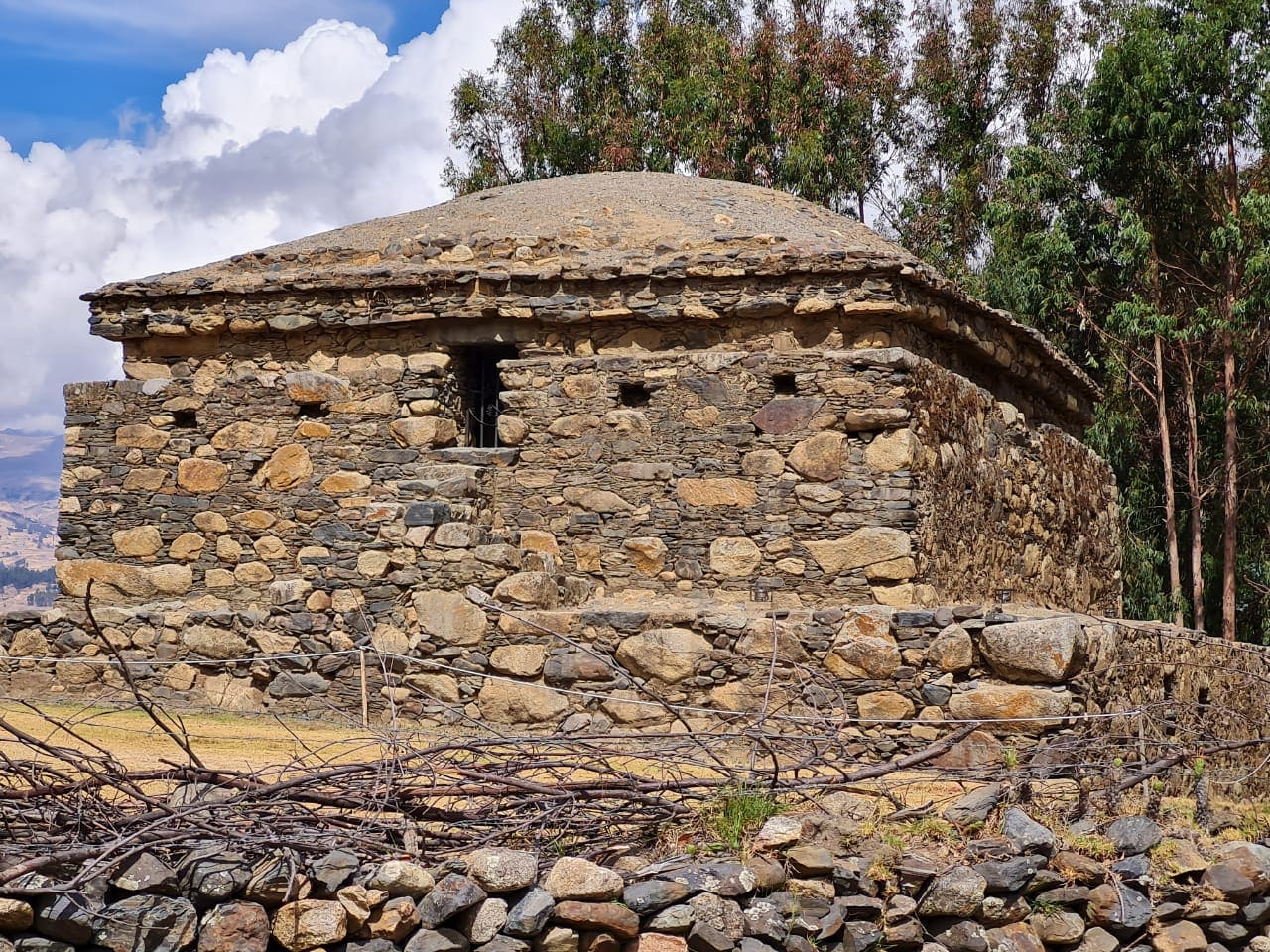
مقبره در Huilcahuaín